# Yes (álbum)
Yes es el primer álbum de estudio del grupo británico de rock progresivo Yes, lanzado en 1969 por Atlantic Records.

## Detalles
Dos de las ocho canciones en el disco son covers, en el que la banda altera masivamente las composiciones originales para imprimirles un característico estilo psicodélico, a la manera de Vanilla Fudge.. 
La canción "Every Little Thing" de los Beatles, por ejemplo, es transformada de una ligera canción romántica a una gruesa barrera de sonido con cambios en el tempo y su versión psicodélica de "I See You" de The Byrds da pie a cada miembro del grupo para demostrar su virtuosismo instrumental.
A pesar de ser un álbum interesante y bastante aventurado musicalmente, Yes está lejos del estilo sinfónico que hizo famoso al grupo, y fue opacado en gran medida por grupos jóvenes que por entonces causaban un mayor impacto, como Led Zeppelin, Pink Floyd o Jethro Tull.
Fue por esto que Yes siguió en busca de un sonido propio, que no encontraron sino hasta su primer lanzamiento considerado verdaderamente progresivo y exitoso, que fue The Yes Album en 1971.

## Lista de canciones
Lado A
1. "Beyond and Before" (Chris Squire/Clive Bailey) - 4:53
2. "I See You" (Roger McGuinn/David Crosby) - 6:48
3. "Yesterday and Today" (Jon Anderson) - 2:49
4. "Looking Around" (Jon Anderson/Chris Squire) - 4:17

Lado B
1. "Harold Land" (Jon Anderson/Chris Squire/Bill Bruford) - 5:42
2. "Every Little Thing" (John Lennon/Paul McCartney) - 5:42
3. "Sweetness" (Jon Anderson/Chris Squire/Clive Bailey) - 4:33
4. "Survival" (Jon Anderson) - 6:19

*'Yes (Atlantic 588 190) no entró a las listas de popularidad en el Reino Unido o Estados Unidos. Fue remasterizado y lanzado en 2003 con seis canciones adicionales.

### Integrantes
- Jon Anderson: voz, percusión
- Chris Squire: bajo, voz
- Peter Banks: guitarra acústica y eléctrica, voz
- Tony Kaye: piano, órgano
- Bill Bruford: batería, percusión